# Mercedes-Benz Classe G
Pour les articles homonymes, voir Classe G.
Pour un article plus général, voir Liste des véhicules Mercedes-Benz.
Mercedes-Benz Classe G est une gamme d'automobiles tout-terrain du constructeur allemand Mercedes-Benz. Lancée initialement en 1993 (Type 463), une nouvelle génération arrive sur le marché à la mi-2018.
Avant l'introduction de la dénomination « Classe G » (pour « Geländewagen », soit « tout-terrain » en français), les 4 × 4 de la marque à l'étoile se nommaient tout simplement « Geländewagen », ou étaient surnommés « G-Wagen », gamme lancée en 1975. Le terme « Classe G » a été introduit en 1993 lors de la création des Classes avec le lancement de la Type 202 de la gamme familiale (Classe C) ; puis sont venues les Classes E (berline routière), S (berline luxueuse), SL (sportive) et G (tout-terrain).
Il est fabriqué à Graz en Autriche chez Steyr-Puch, entreprise renommée pour ses véhicules tout-terrains laquelle participe à sa conception.

## Historique
La Classe G de Mercedes-Benz se décline en une unique génération mais qui reçoit plusieurs restylages en fonction des motorisations et des années.

### Résumé de la Classe G
| Générations                                     | Production      | Dérivés de chez Mercedes-Benz | Modèles similaires                                                                                        |
| ----------------------------------------------- | --------------- | ----------------------------- | --- |
| Type 463 I (1993-2018) Type 463 II (2018 - ...) | . En production | Mercedes-Benz Unimog          | Hummer H2 et H3 ; Ineos Grenadier; Jeep Wrangler ; Lada Niva ; Land Rover Defender ; Steyr-Puch Pinzgauer |

### Avant la Classe G

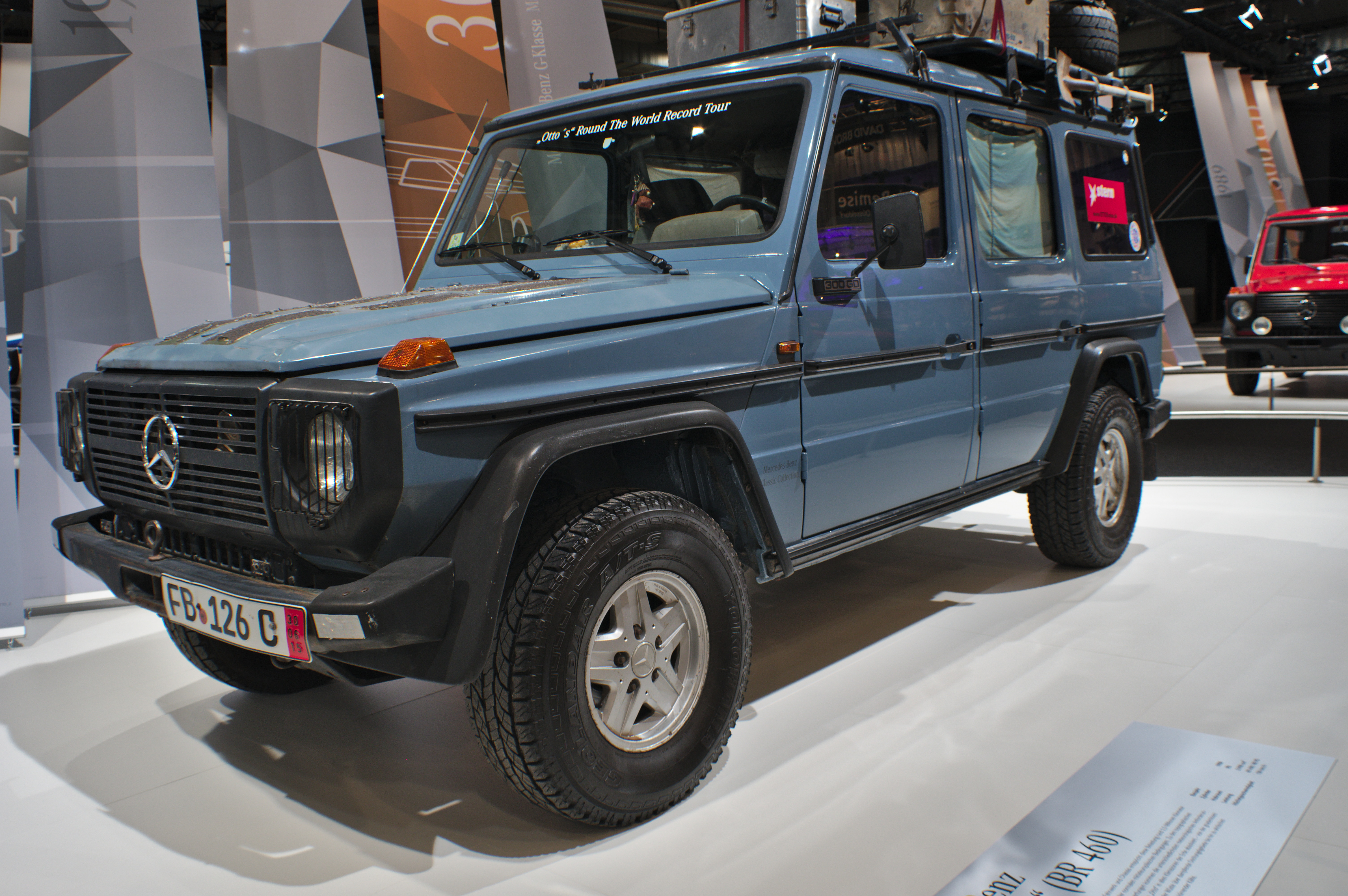
Mercedes-Benz G-wagen.

- Mercedes-Benz Geländewagen (Type 462) ;
- Mercedes-Benz Geländewagen (Type 461) ;
- Mercedes-Benz Geländewagen (Type 460) : il existe aussi sous le nom de Peugeot P4 en variante militaire.

En 1979, Mercedes-Benz et Magna-Steyr produisent un nouveau véhicule tout-terrain robuste, nommé Geländewagen, en version civile après la version militaire commercialisée en 1975. Il est devenu presque immédiatement populaire auprès des forces militaires, connu également pour sa robustesse, ses performances et sa fiabilité. Il évoluera du statut d'utilitaire vers celui de véhicule civil, en s'embourgeoisant au fil de ses évolutions. L'intérieur étant presque spartiate, le Geländewagen de 1979 était un pur 4 × 4.

## 1regénération - Type 463(1990-2018)
Le Mercedes-Benz Classe G Type 463 a été lancé en 1993, lors de la création des Classes. La phase I du Type 463 a été lancée en 1990. Il reprend le style de ses prédécesseurs, les 460, 461 et 462 (voir Mercedes-Benz Geländewagen).
Sachant moderniser sa présentation intérieure et extérieure au gré de sa commercialisation, avec notamment une évolution récente de la planche de bord, ce véhicule n'en demeure pas moins un vrai tout terrain. Une capacité hors pair de franchissement jamais démentie, grâce notamment à une particularité assez rare, c'est-à-dire celle de disposer en série de trois blocages de différentiels. Son comportement routier est dépassé à cause de son châssis séparé et à ses essieux rigides offrant de grands débattements. Avec les versions sportives AMG, le châssis est complètement dépassé par la puissance des V8 et V12 munies de turbos.
Sortie avec un choix de deux empattements de longueurs différentes, la voiture est disponible en trois ou cinq portes. Hautement personnalisable, son châssis est devenue la base de nombreuses ambulances, des véhicules de communication, ainsi que pour la voiture blindée du Vatican connue sous le nom de « Papamobile ». Une des caractéristiques intéressantes était la mise en place du blocage de différentiel qui était un levier placé derrière le levier de vitesse, permettant d'accéder aux commandes tactiles de nos jours, et qui ont remplacé le blocage de différentiel manuel qui a vraiment pris de l'habileté à manœuvrer.

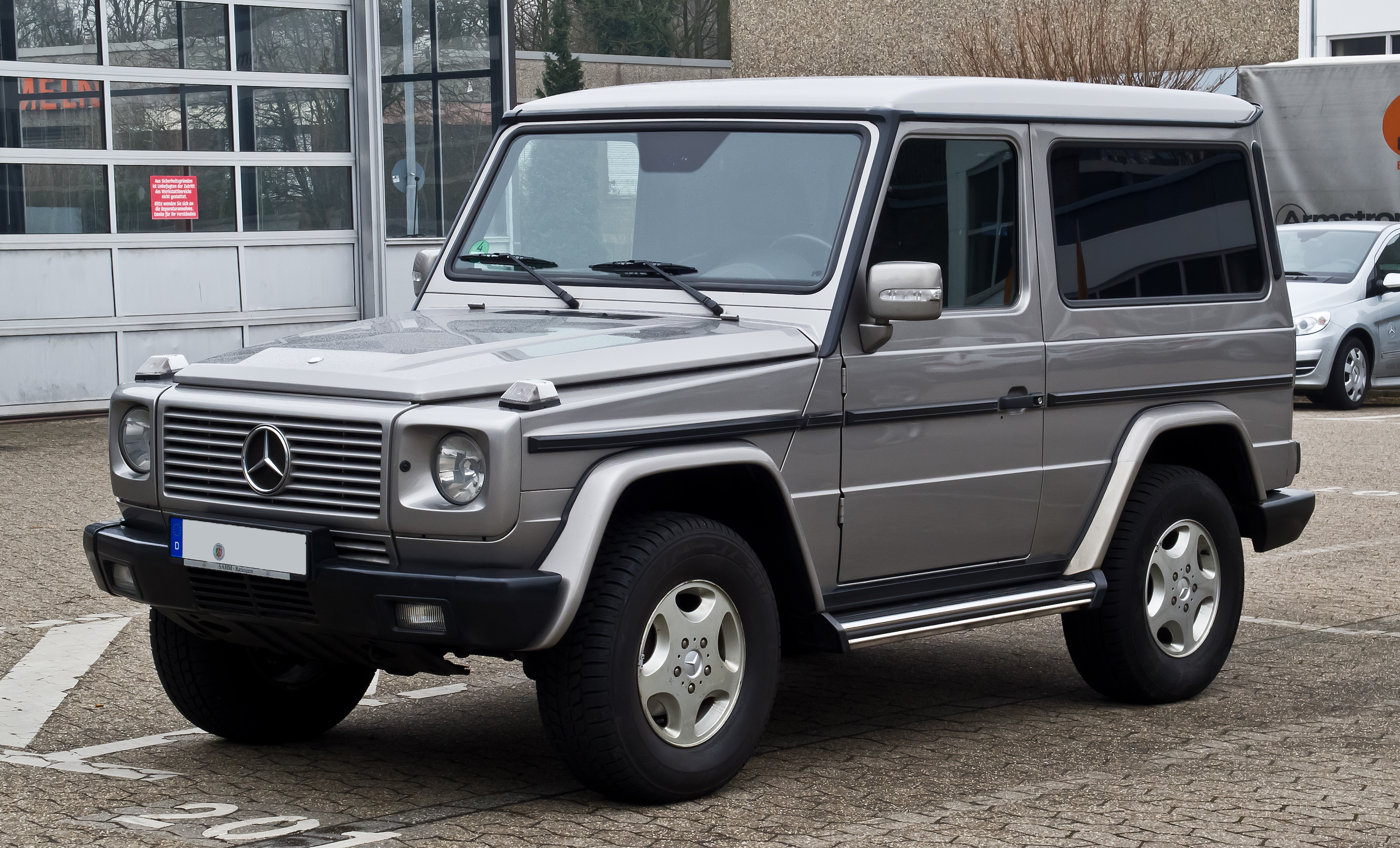
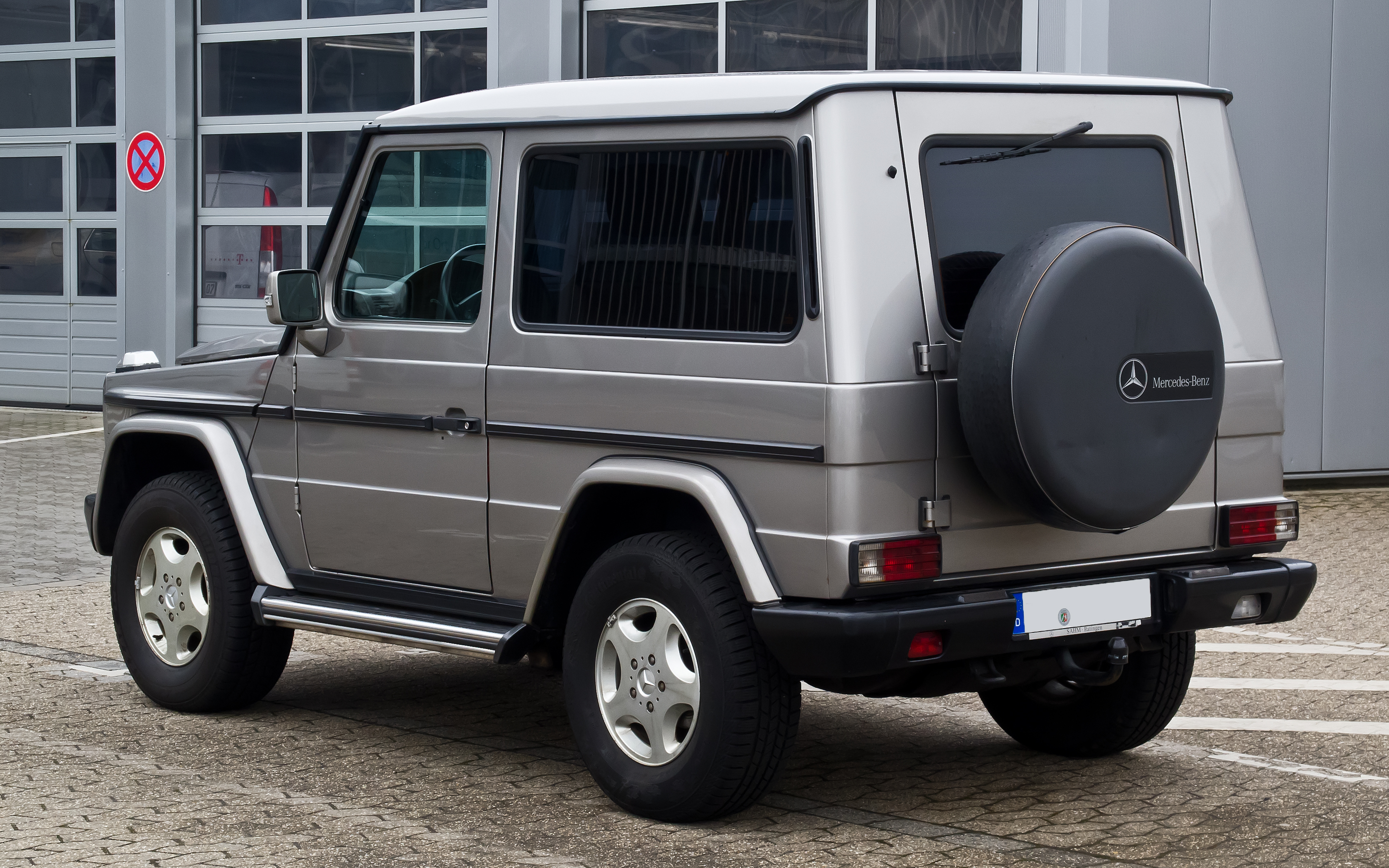

### Les différentes carrosseries
- Deux portes :
- Quatre portes :
- Cabriolet :
- Pick-up : 6 × 6 AMG uniquement.

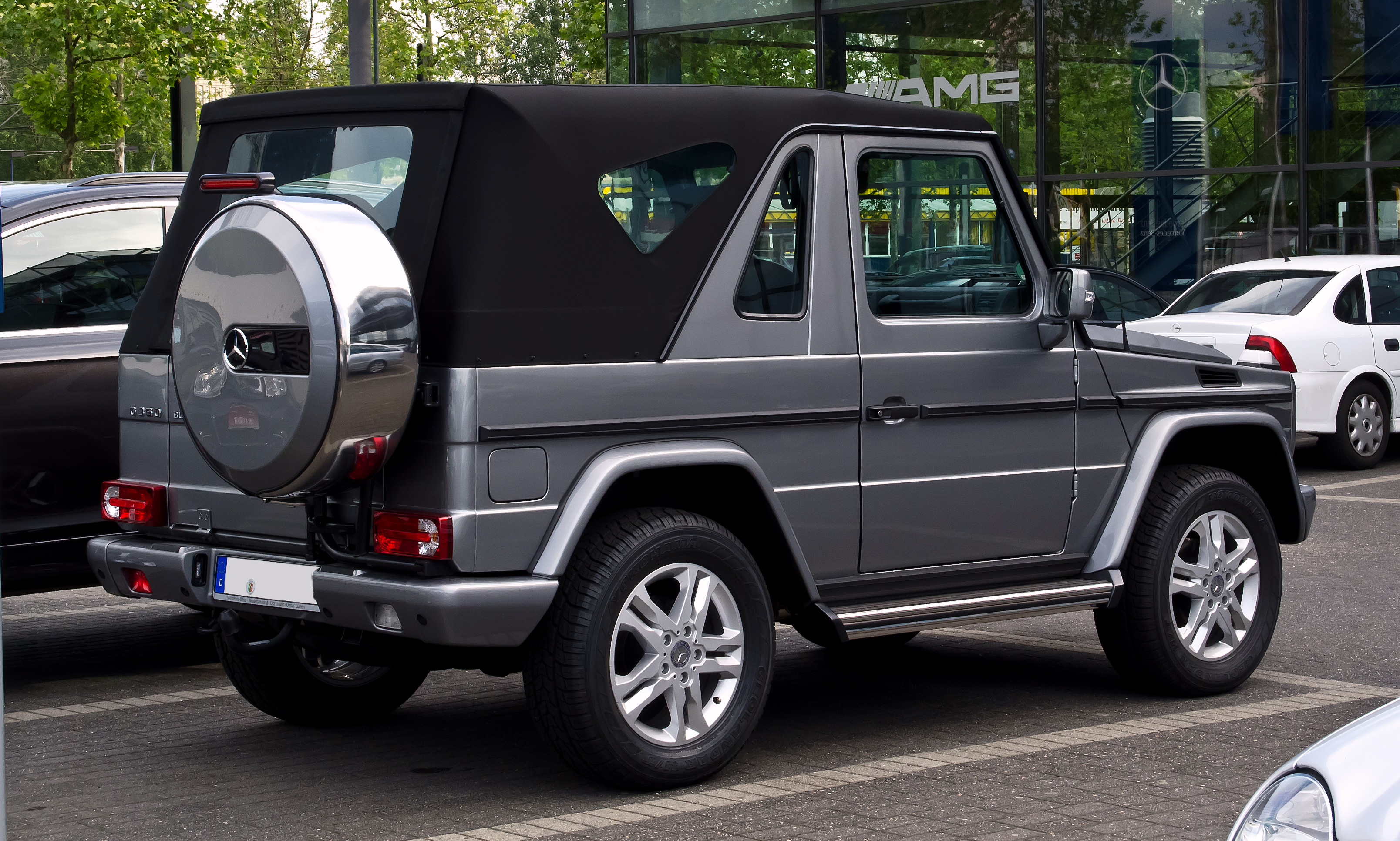
Version cabriolet.

### Versions spécifiques
- W463 - AMG : version sportive du Classe G.
- W463 - 4 × 4² AMG : version surélevé du Classe G.
- W463 - 6 × 6 AMG : version pick-up à six roues du Classe G.

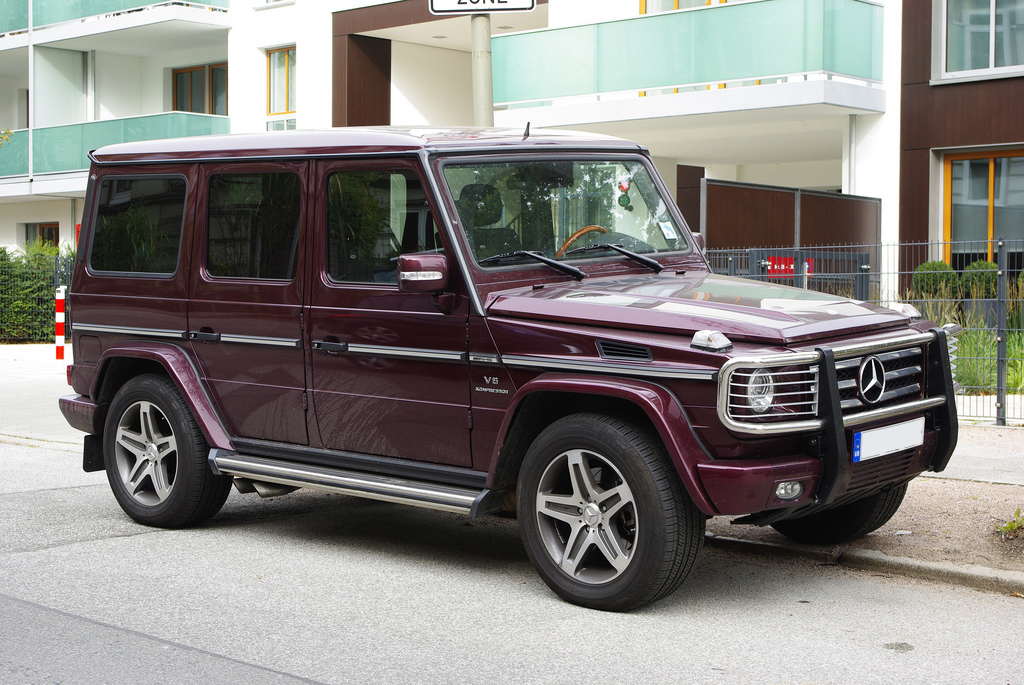
G 55 AMG Phase IV.
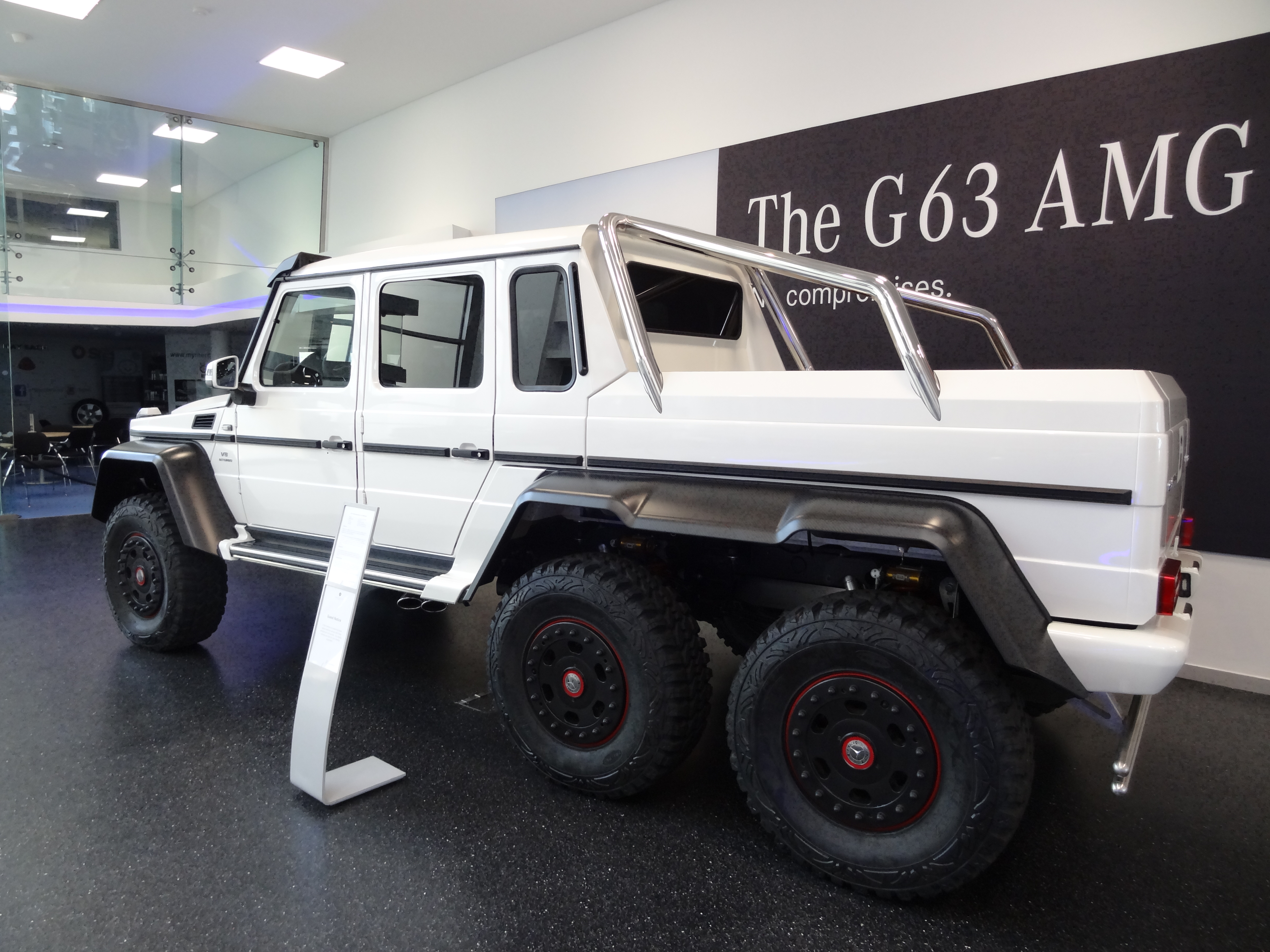
G 63 AMG (6x6).

### Les différentes phases

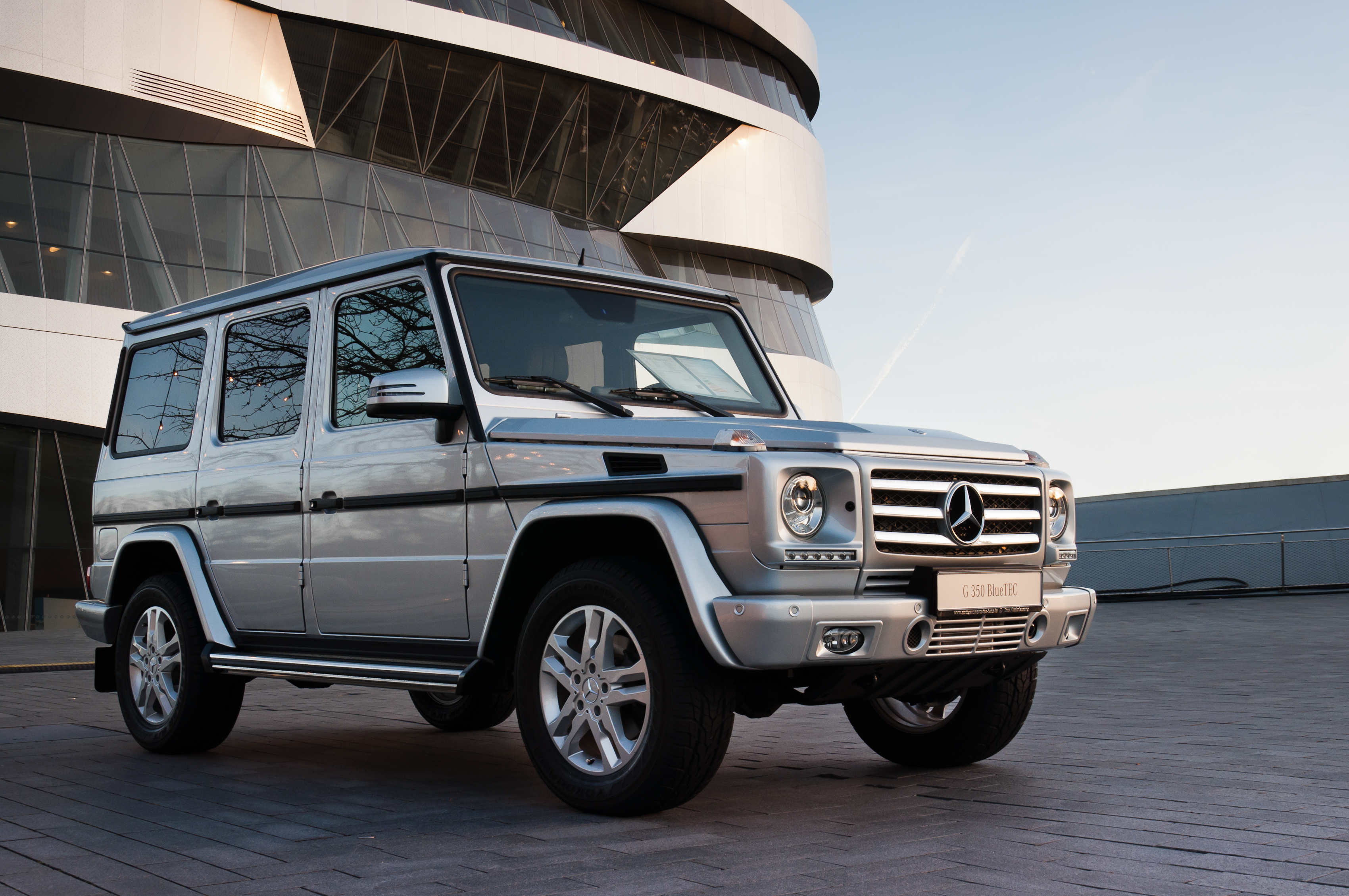
463 Phase VI.

- Phase II (1993-2000)
- Phase III (2000-2007)
- Phase IV (2007-2008)
- Phase V (2008-2012)
- Phase VI (2012-2015)
- Phase VII (2015-2018)

## 2egénération - Type 463(depuis 2018)
Quarante ans après la présentation de la première mouture, est présenté un tout nouveau Classe G. En dépit des changements importants par rapport à son prédécesseur, le nouveau Classe G conserve la désignation de la série W463. Le véhicule ne se distingue visuellement que par les détails du modèle précédent.
Le Classe G de seconde génération s'est agrandi avec 121 mm en largeur, 53 mm sur la longueur et sa garde au sol a augmenté de 6 mm. Le tout-terrain conserve le même moteur, mais grâce à l'utilisation de différents aciers et d'aluminium (ailes, capot-moteur, portes), le gain de poids avoisine les 170 kg. 
En raison de l'ancienneté du concept de base du prédécesseur, les innovations techniques sont importantes. Le nouveau W 463 est maintenant doté d'une suspension indépendante sur l'essieu avant au lieu d'un essieu rigide ; celui-ci n'est utilisé que sur l'essieu arrière. De plus, les clignotants sont maintenant intégrés dans les ailes afin d'accroître la protection des piétons. À l'intérieur, le nouveau modèle intègre désormais le « Widescreen cockpit » et le système multimédia MBUX pour « Mercedes-Benz User Experience ».

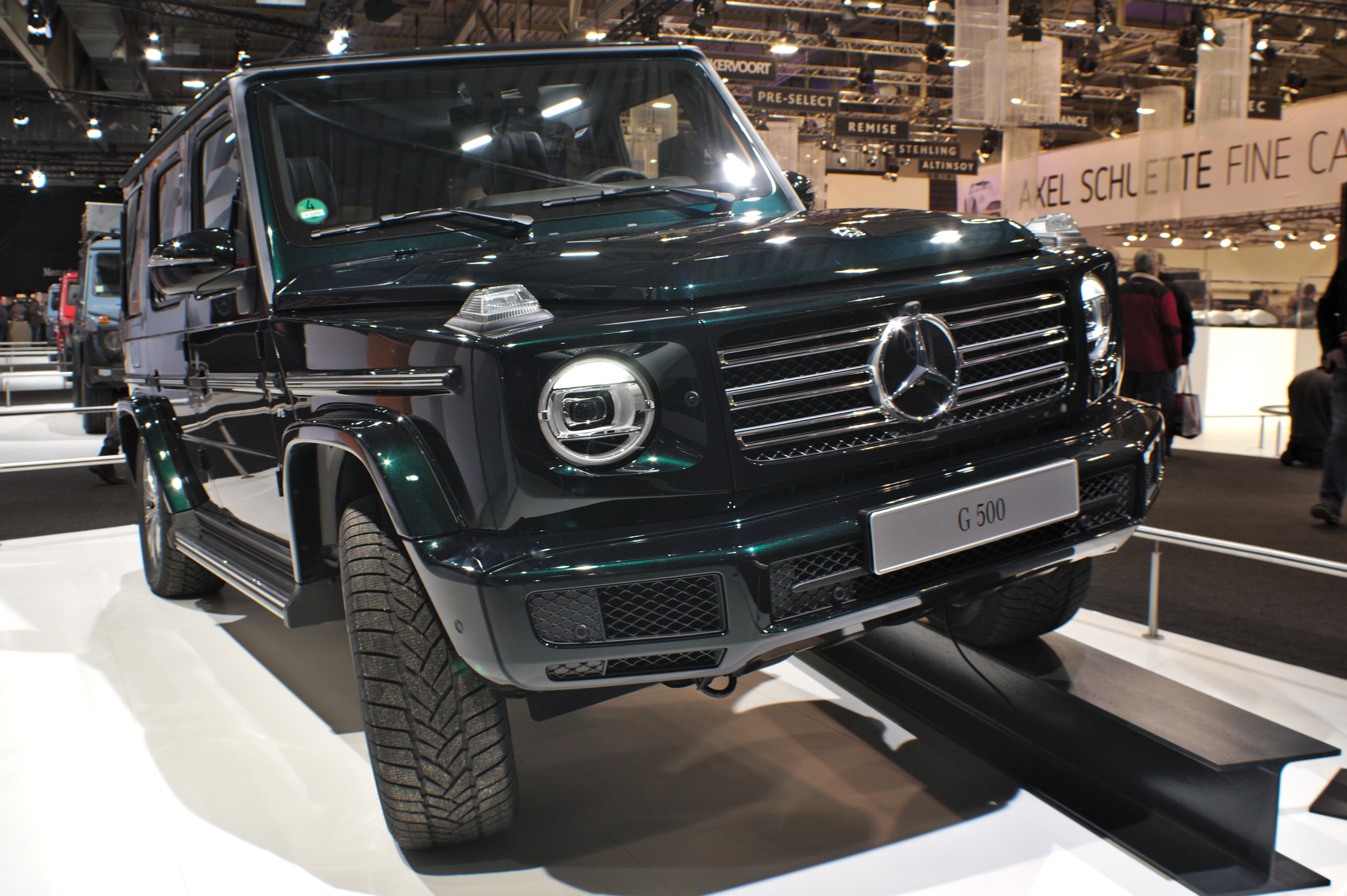
Mercedes-Benz Classe G de 2018.

Il est restylé en 2024.